# Artabotrys siamensis
Artabotrys siamensis este o specie de plante angiosperme din genul Artabotrys, familia Annonaceae, descrisă de Friedrich Anton Wilhelm Miquel. Conform Catalogue of Life specia Artabotrys siamensis nu are subspecii cunoscute.